# Mýtne Ludany
Mýtne Ludany (hongrois : Vámosladány) est un village de Slovaquie situé dans la région de Nitra.

## Histoire
Première mention écrite du village en 1388.

## Démographie

### Évolution de la population
| Année:               | 1994. | 2004.   | 2014.   | 2024.   |
| -------------------- | ----- | ------- | ------- | ------- |
| Nombre de personnes: | 917   | 903     | 987     | 1018    |
| Différence:          |       | -1,52 % | +9,30 % | +3,14 % |

| Année:               | 2023. | 2024.   |
| -------------------- | ----- | ------- |
| Nombre de personnes: | 1003  | 1018    |
| Différence:          |       | +1,49 % |